# Grabado leucográfico
Grabado leucográfico es aquel grabado que se obtiene mediante planchas de cinc mordidas al aguafuerte, las cuales ofrecen trazos en hueco, dejando aparecer el dibujo en blanco cuando el rodillo de la prensa tipográfica pasa por su superficie.
Estas planchas montadas sobre pedacitos de madera se tiran como los grabados en madera o los clichés y de ellas el dibujo se destaca en blanco. Este procedimiento, insuficiente para reproducir obras de arte, es excelente y barato para la reproducción de figuras técnicas destinadas a ilustrar obras científicas. 